# Fábrica de Estrelas
Fábrica de Estrelas foi um programa brasileira exibida pelo canal Multishow em 2013, misturando dois formatos: reality show, onde mostrava a rotina do produtor Rick Bonadio, e talent show, onde escolheu um novo girl group brasileiro de nome Girls.
Durante a primeira temporada também aconteceu a formação uma nova girl band, onde 4 mil garotas enviaram vídeos para participar da primeira seleção, sendo retiradas 120 garotas para as audições pessoalmente. Na segunda fase as selecionadas foram divididas em quatro grupos e passaram por um teste de dança e vocal, onde onde sairiam as 25 escolhidas, posteriormente divididas em cinco grupos condizentes com suas personalidades – Princesinha, Moleca, Guerreira, Sexy e Surpresa. Durante as audições, as garotas passaram por diversos testes como workshop de expressão corporal, aulas de dança, gravação de músicas em estúdio, testes de vídeo e fotografia. As 8 finalistas realizaram uma apresentação final, onde as cinco vencedoras formaram o grupo Girls.
Em 22 de junho de 2013 foi revelado que o programa ganharia uma nova temporada em 2014, porém esta nunca veio a acontecer.

## O programa
Em 3 de março de 2012 o produtor Rick Bonadio revelou em entrevista para à Folha de S. Paulo que havia fechado uma parceria com a Sony Music e a produtora Floresta para lançar um reality show nos mesmos moldes do Popstars. O intuito seria formar um grupo feminino de música pop com cinco garotas de com personalidades distintas, inspirado no sucesso do Rouge e das Spice Girls, onde elas cantariam e dançariam. Logo após o produtor assinou contrato com a rede de televisão por assinatura Multishow para lançar o programa, sob o título de Fábrica de Estrelas. Dentro do Midas Music, o reality mostrou a formação da banda, além do trabalho de Bonadio como produtor de diversos artistas como Manu Gavassi e Nx Zero.

## Equipe
- Rick Bonadio: Produtor, engenheiro de som e dono do Estúdio Midas.
- Hélio Leite: Diretor de marketing. Cuida de toda a parte visual dos artistas como site, figurino e videoclipe.
- Luka Salomão: Coordenadora de eventos.
- Renato Patriarca: Gerencia de estúdio.
- Giu Daga: Engenheiro de som e produtor musical.
- Gabi Bonadio: Assistente de produção.

## Episódios
| Temporada | Temporada | Episódios | Exibição             | Exibição               |
| Temporada | Temporada | Episódios | Estreia de temporada | Final de temporada     |
| --------- | --------- | --------- | -------------------- | ---------------------- |
|           | 1         | 26        | 1 de abril de 2013   | 23 de setembro de 2013 |

## Formação dagirlband

### Audições por vídeo
Em 31 de outubro foram abertas as inscrições para o reality show no site do Multishow para que meninas de 18 a 25 anos, onde deveriam enviar os dados e um vídeo cantando uma música de livre escolha até em 30 de novembro. Ao todo foram 4 mil inscritas das quais, durante a primeira fase, Rick Bonadio, Luka Salomão e Hélio Leite assistiram vídeos por vídeos até escolher apenas 100 garotas. Essa seleção foi exibida durante os primeiros quatro episódios.

### Audição presencial
Na segunda fase as 100 selecionadas foram divididas em quatro grupos, dos quais cada um deles compareceu em um dia no Estúdio Midas. Cada uma das divisões passou por um teste de dança com a música "Run the World (Girls)", de Beyoncé, regido pela coreógrafa Paula Peixoto, além de um teste vocal com uma música de livre escolha. Desta seleção apenas 25 garotas ficaram no programa, escolhidas por Rick, Paula Peixoto e Hélio Leite. Essa seleção foi exibida durante os episódios cinco, seis, sete e oito em quatro grupos.
| Participante                                 | Canção                                                                             | Resultado |
| Grupo 1                                      | Grupo 1                                                                            | Grupo 1   |
| -------------------------------------------- | ---------------------------------------------------------------------------------- | --------- |
| Priscila Talita                              | "Mangueira" (Seu Jorge)                                                            | Eliminada |
| Amanda Oliveira                              | "Inesquecível" (Sandy & Junior)                                                    | Eliminada |
| Camila Barbosa                               | "Espirais" (Marjorie Estiano)                                                      | Eliminada |
| Camila Carvalho                              | "Want U Back" (Cher Lloyd) / "Starships" (Nicki Minaj)                             |           |
| Úrsula Dias                                  | "We Found Love" (Rihanna)                                                          | Eliminada |
| Mayara Santos                                | "As I Am" (Alicia Keys)                                                            | Eliminada |
| Ana Gabriela                                 | "Final Feliz" (Jorge Vercillo)                                                     | Eliminada |
| Carol Almeida                                | "João de Barro" (Leandro Léo) / "Fala Mal de Mim" (Ludmilla)                       |           |
| Bianca Funaro                                | "I Feel It" (Mariah Carey)                                                         | Eliminada |
| Bárbara Adila                                | "Fuckin' Perfect" (Pink)                                                           | Eliminada |
| Amélia de Oliveira                           | "Odeio" (Manu Gavassi)                                                             | Eliminada |
| Tatiane Neves                                | "Altar Particular" (Maria Gadú)                                                    | Eliminada |
| Ana Luíza Pinto                              | "Love You like a Love Song" (Selena Gomez & the Scene)                             | Eliminada |
| Bianca Lobitsky                              | "Deixo" (Ivete Sangalo)                                                            | Eliminada |
| Thaís Cunha                                  | "Para Com Esse K.O." (MC K9)                                                       | Eliminada |
| Ani Monjardim                                | "Fuckin' Perfect" (Pink)                                                           |           |
| Amanda Semerjion                             | "Oh! Darling" (The Beatles)                                                        |           |
| Bruna Mendes                                 | "Só Pro Meu Prazer" (Leoni)                                                        |           |
| Bianca Stoppani                              | "Bola de Sabão" (Babado Novo)                                                      |           |
| Amanda Dutra                                 | "The Climb" (Miley Cyrus)                                                          |           |
| Karol Ka                                     | "Quanto Te Vi" (Simony)                                                            |           |
| Bárbara Guerra                               | "Erva Venenosa" (Rita Lee)                                                         |           |
| Camila Veiga                                 | "Hair" (Lady Gaga)                                                                 |           |
| Ana Cecília de Oliveira                      | "Tik Tok" (Kesha)                                                                  |           |
| Ana Carolina Fragoso                         | "Um Anjo Veio Me Falar" (Rouge)                                                    |           |
| Grupo 2                                      |                                                                                    |           |
| Ingrid Figueiredo                            | "Como Eu Quero" (Kid Abelha)                                                       | Eliminada |
| Janaina Albuquerque                          | "Tem Que Valer" (Kaleidoscópio)                                                    | Eliminada |
| Talita Presutti                              | "Olhos Coloridos" (Sandra de Sá)                                                   | Eliminada |
| Kristell Gomide                              | "Ne Me Quitte Pas" (Jacques Brel) / "Shake It Out" (Florence and the Machine)      |           |
| Karen Guitarrari                             | "Pulsos" (Pitty)                                                                   | Eliminada |
| Karina Guitarrari                            | "Pulsos" (Pitty)                                                                   | Eliminada |
| Karol Guitarrari                             | "Pulsos" (Pitty)                                                                   | Eliminada |
| Agatha Ribeiro                               | "Garganta" (Ana Carolina)                                                          | Eliminada |
| Eloá Soares                                  | "Ironic" (Alanis Morissette)                                                       | Eliminada |
| Iris Bassi                                   | "Waking Up in Vegas" (Katy Perry)                                                  |           |
| Eloá Silva                                   | "À Primeira Vista" (Chico César)                                                   | Eliminada |
| Bruna Marquezine                             | "Sozinho" (Caetano Veloso)                                                         | Eliminada |
| Isadora Campos                               | "Brokenhearted" (Karmin)                                                           | Eliminada |
| Bárbara Medeiros                             | "Half Time" (Amy Winehouse)                                                        | Eliminada |
| Jeniffer Nascimento                          | "I Have Nothing" (Whitney Houston) / "Ela É Top" (MC Bola)                         |           |
| Fabíola Ferreira                             | "Fala Mal de Mim" (Ludmilla)                                                       | Eliminada |
| Etiene Reis                                  | "Vou Deixar" (Paula Lima)                                                          | Eliminada |
| Caroline Alves                               | "Lembranças" (Autoral)                                                             | Eliminada |
| Dândara Alencar                              | "Give Your Heart a Break" (Demi Lovato)                                            |           |
| Mariana Pimenta                              | "Oh! Darling" (The Beatles)                                                        | Eliminada |
| Daniella Rosa                                | "Garganta" (Ana Carolina)                                                          |           |
| Bruna Rocha                                  | "Lilás" (Djavan)                                                                   |           |
| Laís França                                  | "Three O'Clock in The Morning" (B.B. King) / "Você Sempre Será" (Marjorie Estiano) | Eliminada |
| Grupo 3                                      |                                                                                    |           |
| Nathália Terziani                            | "Halo" (Beyoncé)                                                                   | Eliminada |
| Patrícia Mara                                | "Marry the Night" (Lady Gaga)                                                      | Eliminada |
| Rebécca Máximo                               | "Listen" (Beyoncé)                                                                 |           |
| Mariana Racib                                | "So Easy" (Marjorie Estiano)                                                       | Eliminada |
| Nathália de Oliveira                         | "My Immortal" (Evanescence)                                                        | Eliminada |
| Natália Subtil                               | "The Edge of Glory" (Lady Gaga) / "Super Bass" (Nicki Minaj)                       |           |
| Lorena Maria                                 | "Falsas Esperanzas" (Christina Aguilera)                                           | Eliminada |
| Mariana Dias                                 | "Mutante" (Rita Lee)                                                               | Eliminada |
| Beatriz Banhos                               | "Dopamina" (Belinda)                                                               | Eliminada |
| Natascha Piva                                | "If I Ain't Got You" (Alicia Keys)                                                 |           |
| Mayara Luna                                  | "Thinking of You" (Katy Perry)                                                     | Eliminada |
| Mariani da Silva                             | "Blá Blá Blá" (Rouge)                                                              |           |
| Nathalia Bacci                               | "Crazy" (Gnarls Barkley) / "Perigosa" (As Frenéticas)                              |           |
| Grupo 4                                      |                                                                                    |           |
| Anna Reichert                                | "A Natural Woman" (Aretha Franklin)                                                |           |
| Karielle Gontijo                             | "Você Vai Voltar Pra Mim" (Nathalia Siqueira)                                      |           |
| Paula Mirella                                | "Stand by Me" (Ben E. King)                                                        |           |
| Raphaella Quinto                             | "Cry Me a River" (Justin Timberlake)                                               |           |
| Rayssa Oliveira                              | "The Climb" (Miley Cyrus)                                                          |           |
| Stephanie Jobst                              | "Valerie" (Mark Ronson & Amy Winehouse)                                            |           |
| Demais apresentações do Grupo 4 não exibidas |                                                                                    |           |

### Workshop: Parte 1
- Divisão dos grupos

No começo da terceira fase, durante o episódio nove, as participantes passaram por uma entrevista informal com Hélio Leite e Luka Salomão durante um café da manhã, com o objetivo de conhecer o jeito de cada uma delas. A partir daí elas foram dividida em cinco grupos diferentes condizentes com suas personalidades: Princesinha, com o foco nas garotas mais delicadas, Moleca, onde estavam as mais brincalhonas, Guerreira, trazendo as candidatas que batalharam para seguir o sonho de ser cantora, Sexy, com as garotas mais naturalmente sensuais, e Surpresa, onde trazia as participantes que surpreenderam os jurados mesmo fora dos padrões iniciais.
- Treinamento vocal

Durante o décimo episódio as garotas passaram por um treinamento vocal da professora de canto Magali Mussi e tiveram algumas horas para aprender a letra da canção inédita "Monkey See Monkey Do" para grava-la em estúdio sob a avaliação de Magali e Rick. Nessa fase apenas 20 continuaram.
- Eliminação

Cinco participantes foram eliminadas, sendo que apenas 20 continuaram na próxima etapa.
| Participante | Participante            | Canção                 | Grupo       | Resultado |
| ------------ | ----------------------- | ---------------------- | ----------- | --------- |
|              | Ana Carolina Fragoso    | "Monkey See Monkey Do" | Princesinha |           |
|              | Bruna Rocha             | "Monkey See Monkey Do" | Princesinha |           |
|              | Karol Cândido           | "Monkey See Monkey Do" | Princesinha |           |
|              | Kristell Gomide         | "Monkey See Monkey Do" | Princesinha |           |
|              | Rebécca Máximo          | "Monkey See Monkey Do" | Princesinha | Eliminada |
|              | Ani Monjardim           | "Monkey See Monkey Do" | Moleca      |           |
|              | Ana Cecília de Oliveira | "Monkey See Monkey Do" | Moleca      |           |
|              | Camila Carvalho         | "Monkey See Monkey Do" | Moleca      |           |
|              | Nathalia Bacci          | "Monkey See Monkey Do" | Moleca      |           |
|              | Raphaella Quinto        | "Monkey See Monkey Do" | Moleca      | Eliminada |
|              | Carol Almeida           | "Monkey See Monkey Do" | Guerreira   |           |
|              | Jeniffer Nascimento     | "Monkey See Monkey Do" | Guerreira   |           |
|              | Mariani da Silva        | "Monkey See Monkey Do" | Guerreira   |           |
|              | Paula Mirella           | "Monkey See Monkey Do" | Guerreira   |           |
|              | Stephanie Jobst         | "Monkey See Monkey Do" | Guerreira   | Eliminada |
|              | Anna Reichert           | "Monkey See Monkey Do" | Sexy        |           |
|              | Bárbara Guerra          | "Monkey See Monkey Do" | Sexy        |           |
|              | Daniella Rosa           | "Monkey See Monkey Do" | Sexy        | Eliminada |
|              | Iris Bassi              | "Monkey See Monkey Do" | Sexy        |           |
|              | Natália Subtil          | "Monkey See Monkey Do" | Sexy        |           |
|              | Amanda Dutra            | "Monkey See Monkey Do" | Surpresa    |           |
|              | Dândara Alencar         | "Monkey See Monkey Do" | Surpresa    | Eliminada |
|              | Karielle Gontijo        | "Monkey See Monkey Do" | Surpresa    |           |
|              | Natascha Piva           | "Monkey See Monkey Do" | Surpresa    |           |
|              | Rayssa Oliveira         | "Monkey See Monkey Do" | Surpresa    |           |

### Workshop: Parte 2
- Teste de expressão corporal

Durante a primeira parte da quarta etapa, passada no décimo primeiro episódio, as garotas passaram por um workshop de expressão corporal com a preparadora de elenco Fátima Toledo, onde fizeram um treinamentos condizente com o tema dos grupos, tendo como objetivo tirar de cada uma o que elas tinha de melhor e melhorar o modo de se expressar. O grupo das Princesinha tiveram que impedir através de palavras que um ator – no papel de carrasco –  estourasse a bexiga que representava seu sonho. O grupo Sexy tinham que seduzir um rapaz através da dança, sem toca-lo. O grupo Moleca foi dividido em duplas onde tinham que fazer tudo que a outra participante mandasse sem toca-la. Já as do Guerreira fizeram dois exercícios onde tinham que se confrontar para segurar o sonho e convencer que era delas. O grupo Surpresa foi instigado a dançar para se soltar e perder a insegurança. No final dos exercícios o grupo Princesinha teve que cantar uma música que representasse uma saudade, o Guerreira interpretou uma música que mostrasse a garra de chegar até ali e o grupo Moleca uma canção que elas achassem brega. As meninas do Sexy e Surpresa não realizaram testes vocais.
- Aulas de dança

No décimo segundo episódio as garotas passaram por uma aula intensiva de dança com a coreografa Paula Peixoto e ensaiaram a coreografia de "Monkey See Monkey Do" junto com os grupos, além de aprenderem oito passos individuais para apresentarem para os jurados da etapa, Rick Bonadio, Luka Salomão e Hélio Leite. 
As eliminadas foram:
- Eliminação

Novamente cinco candidatas foram eliminadas, seguindo apenas 15 na competição.
| Participante | Participante            | Tema                             | Canção                                                | Grupo       | Resultado |
| ------------ | ----------------------- | -------------------------------- | ----------------------------------------------------- | ----------- | --------- |
|              | Bruna Rocha             | Música que Te Trás Saudade       | "Estrada do Sol" (Tom Jobim)                          | Princesinha |           |
|              | Ana Carolina Fragoso    | Música que Te Trás Saudade       | "Vambora" (Adriana Calcanhotto)                       | Princesinha | Eliminada |
|              | Karol Cândido           | Música que Te Trás Saudade       | "Eu Sei que Vou Te Amar" (Tom Jobim)                  | Princesinha |           |
|              | Kristell Gomide         | Música que Te Trás Saudade       | "I Look to You" (Whitney Houston)                     | Princesinha |           |
|              | Ani Monjardim           | Música Que Você Considera Cafona | "Chalana" (Almir Sater)                               | Moleca      |           |
|              | Ana Cecília de Oliveira | Música Que Você Considera Cafona | "Eu Quero Tchu, Eu Quero Tcha" (João Lucas & Marcelo) | Moleca      | Eliminada |
|              | Camila Carvalho         | Música Que Você Considera Cafona | "Tchic Bum" (Companhia do Calypso)                    | Moleca      |           |
|              | Nathalia Bacci          | Música Que Você Considera Cafona | "Ai Se Eu Te Pego" (Michel Teló)                      | Moleca      |           |
|              | Carol Almeida           | Música Que Te Dá Força           | "Como Nossos Pais" (Elis Regina)                      | Guerreira   |           |
|              | Jeniffer Nascimento     | Música Que Te Dá Força           | "Hero" (Mariah Carey)                                 | Guerreira   |           |
|              | Mariani da Silva        | Música Que Te Dá Força           | "Escolhas" (Mariani da Silva)                         | Guerreira   | Eliminada |
|              | Paula Mirella           | Música Que Te Dá Força           | "Pescador de Ilusões" (O Rappa)                       | Guerreira   |           |
|              | Bárbara Guerra          | Não televisionada / Não revelada | Não televisionada / Não revelada                      | Sexy        |           |
|              | Anna Reichert           | Não televisionada / Não revelada | Não televisionada / Não revelada                      | Sexy        | Eliminada |
|              | Iris Bassi              | Não televisionada / Não revelada | Não televisionada / Não revelada                      | Sexy        |           |
|              | Natália Subtil          | Não televisionada / Não revelada | Não televisionada / Não revelada                      | Sexy        |           |
|              | Amanda Dutra            | Não televisionada / Não revelada | Não televisionada / Não revelada                      | Surpresa    |           |
|              | Karielle Gontijo        | Não televisionada / Não revelada | Não televisionada / Não revelada                      | Surpresa    |           |
|              | Natascha Piva           | Não televisionada / Não revelada | Não televisionada / Não revelada                      | Surpresa    |           |
|              | Rayssa Oliveira         | Não televisionada / Não revelada | Não televisionada / Não revelada                      | Surpresa    | Eliminada |

### Workshop: Parte 3
- Mudança de grupos

Duas candidatas mudaram para grupos que, segundo Fátima Toledo na etapa anterior, se encaixariam mais:
— Nathalia Bacci: Saiu do grupo Moleca e passou para o Princesinha
— Jeniffer Nascimento: Saiu do grupo Guerreira e passou para o Moleca
- Treinamento com Negra Li e gravação

No décimo terceiro episódio, que dá partida na quinta fase, as 15 participantes remanescentes tiveram um treinamento vocal focado no rap com a cantora de R&B Negra Li. Logo após elas entraram em estúdio para gravar novamente a faixa "Monkey See Monkey Do", desta vez de forma profissional, além de uma faixa acústica de livre escolha, selecionada pelas próprias. No décimo quarto episódio, o mais curto, foi anunciado as cinco eliminadas, tendo pela primeira vez duas garotas do mesmo grupo.
- Eliminação

Apenas dez candidatas continuaram na competição, tendo cinco eliminadas.
| Participante | Participante        | Canção 1               | Canção 2                                             | Grupo       | Resultado |
| ------------ | ------------------- | ---------------------- | ---------------------------------------------------- | ----------- | --------- |
|              | Bruna Rocha         | "Monkey See Monkey Do" | "Os Outros" (Kid Abelha)                             | Princesinha |           |
|              | Karol Cândido       | "Monkey See Monkey Do" | "Uma Carta" (LS Jack)                                | Princesinha | Eliminada |
|              | Kristell Gomide     | "Monkey See Monkey Do" | "Você Sempre Será" (Marjorie Estiano)                | Princesinha | Eliminada |
|              | Nathalia Bacci      | "Monkey See Monkey Do" | "Coisas Certas" (Lulu Santos)                        | Princesinha |           |
|              | Ani Monjardim       | "Monkey See Monkey Do" | "Meu Erro" (Os Paralamas do Sucesso)                 | Moleca      |           |
|              | Camila Carvalho     | "Monkey See Monkey Do" | "Adoleta" (Kelly Key)                                | Moleca      | Eliminada |
|              | Jeniffer Nascimento | "Monkey See Monkey Do" | "Um Anjo Veio Me Falar" (Rouge)                      | Moleca      |           |
|              | Carol Almeida       | "Monkey See Monkey Do" | "Boa Sorte/Good Luck" (Vanessa da Mata & Ben Harper) | Guerreira   |           |
|              | Paula Mirella       | "Monkey See Monkey Do" | "Uma Brasileira" (Os Paralamas do Sucesso)           | Guerreira   |           |
|              | Bárbara Guerra      | "Monkey See Monkey Do" | "Cedo ou Tarde" (NX Zero)                            | Sexy        |           |
|              | Iris Bassi          | "Monkey See Monkey Do" | "Tô Nem Aí" (Luka)                                   | Sexy        | Eliminada |
|              | Natália Subtil      | "Monkey See Monkey Do" | "O Que o Amor Me Faz" (Rouge)                        | Sexy        |           |
|              | Karielle Gontijo    | "Monkey See Monkey Do" | "Sem Radar" (LS Jack)                                | Surpresa    |           |
|              | Amanda Dutra        | "Monkey See Monkey Do" | "Jeito Sexy" (Fat Family)                            | Surpresa    | Eliminada |
|              | Natascha Piva       | "Monkey See Monkey Do" | "Eu Não Vou" (Fat Family)                            | Surpresa    |           |

### Workshop: Parte 4
- Teste de vídeo

O décimo quinto episódio deu início à sexta etapa, no qual as semifinalistas foram levadas para um estúdio de televisão para passar pelo teste de videogenia, cujo objetivo era constatar quais candidatas tinham segurança na frente das câmeras. As candidatas tiveram que cantar e dançar "Monkey See Monkey Do" enquanto eram filmadas pelo diretor Hugo Prata dentro de um foco preparado antes e recebendo orientação da coreografa Paula Peixoto. No final dessa etapa o diretor indicou para Rick Bonadio as cinco melhores no teste de vídeo.
- Teste de fotografia

No episódio seguinte, o décimo sexto, as participantes realizaram um ensaio fotográfico nas ruas de São Paulo, em uma vila construída em 1917 e idealizada por Jorge Street para abrigar operários. A estilista Malena Russo escolheu os figurinos de acordo com a personalidade própria de cada uma, inspirado no tema de seus grupos, e o fotógrafo Higor Bastos realizou a sessão de fotos, sendo que no final cinco delas foram indicadas como as melhores.
Após os testes, Rick se reuniu as semifinalistas no décimo sétimo episódio e pediu que cada uma delas separadamente montasse o grupo com cinco meninas como elas imaginavam que seria e de acordo com quem elas achavam que tinham se saido melhor.
- Eliminação

Duas candidatas foram eliminadas, finalmente chegando às 8 finalistas do programa.
| Participante | Participante        | Canção                        | Grupo       | Resultado |
| ------------ | ------------------- | ----------------------------- | ----------- | --------- |
|              | Bruna Rocha         | Apenas testes de vídeo e foto | Princesinha |           |
|              | Nathalia Bacci      | Apenas testes de vídeo e foto | Princesinha |           |
|              | Ani Monjardim       | Apenas testes de vídeo e foto | Moleca      |           |
|              | Jeniffer Nascimento | Apenas testes de vídeo e foto | Moleca      |           |
|              | Carol Almeida       | Apenas testes de vídeo e foto | Guerreira   |           |
|              | Paula Mirella       | Apenas testes de vídeo e foto | Guerreira   | Eliminada |
|              | Bárbara Guerra      | Apenas testes de vídeo e foto | Sexy        |           |
|              | Natália Subtil      | Apenas testes de vídeo e foto | Sexy        |           |
|              | Natascha Piva       | Apenas testes de vídeo e foto | Surpresa    |           |
|              | Karielle Gontijo    | Apenas testes de vídeo e foto | Surpresa    | Eliminada |

### Final
- Metas individuais

As finalistas deixaram o Estúdio Midas para retornar para casa com metas de melhoramentos individuais passadas por Rick. Ani Monjardim e Natascha Piva foram incentivadas à perder peso e melhorar as coreografias. Bárbara Guerra foi orientada a fazer treinamentos vocais para melhorar seu desempenho. Bruna Rocha recebeu a missão de treinar a expressão vocal para não soar desanimada, além de fazer aulas de dança. Jeniffer Nascimento precisou perder vícios vocais dos quais tinha da época que cantava em musicais no teatro. Carol Almeida recebeu a missão de aprimorar sua cultura na música pop, deixando de lado um pouco a MPB, além de deixar de impostar de voz e melhorar a coreografia. Nathalia Bacci foi orientada a melhorar a condição física ao dançar. Natália Subtil, apesar de nenhuma missão especial, focou-se em deixar a personalidade de modelo e incorporar definitivamente apenas a de cantora.
- Gravação de "Acenda a Luz"

Durante o décimo oitavo episódio as finalistas retornaram ao programa meses depois de terem ido para casa realizar suas metas pessoais e conheceram o presidente da Sony Music Brasil, Alexandre Schiavi, e mostraram seus vídeos-diários, contando sobre as mudanças e dificuldades. Além disso as garotas entraram em estúdio para gravar a canção inédita "Acenda a Luz", que seria o primeiro single do futuro grupo, passando pela avaliação de Alexandre e Rick.
- Apresentação final

Na final do programa, passado no episódio dezenove, as finalistas se apresentaram pela primeira vez juntas no palco de um teatro em forma de um pocket show para os jurados finais Rick Bonadio, Paula Peixoto e Alexandre Schiavi com as faixas "Monkey See Monkey Do" e a nova "Shake Shake". Elas foram misturadas em combinações diferentes de cinco garotas, formando diversos grupos sem repetências para fossem avaliassem como se comportavam em grupo, se conseguiam se auxiliar durante as dificuldades e qual seria a combinação de vozes e energia que melhor se expressasse. No fim as escolhidas para integrar o grupo foram Ani Monjardim, Bruna Rocha, Carol Almeida, Jeniffer Nascimento e Natascha Piva.
- Vencedoras

| Participante | Participante        | Canção 1 (individual) | Canção 2 (em grupo)                    | Grupo       | Resultado |
| ------------ | ------------------- | --------------------- | -------------------------------------- | ----------- | --------- |
|              | Ani Monjardim       | "Acenda a Luz"        | "Monkey See Monkey Do" / "Shake Shake" | Moleca      | Vencedora |
|              | Bruna Rocha         | "Acenda a Luz"        | "Monkey See Monkey Do" / "Shake Shake" | Princesinha | Vencedora |
|              | Carol Almeida       | "Acenda a Luz"        | "Monkey See Monkey Do" / "Shake Shake" | Guerreira   | Vencedora |
|              | Jeniffer Nascimento | "Acenda a Luz"        | "Monkey See Monkey Do" / "Shake Shake" | Moleca      | Vencedora |
|              | Natascha Piva       | "Acenda a Luz"        | "Monkey See Monkey Do" / "Shake Shake" | Surpresa    | Vencedora |
|              | Bárbara Guerra      | "Acenda a Luz"        | "Monkey See Monkey Do" / "Shake Shake" | Sexy        | Finalista |
|              | Natália Subtil      | "Acenda a Luz"        | "Monkey See Monkey Do" / "Shake Shake" | Sexy        | Finalista |
|              | Nathalia Bacci      | "Acenda a Luz"        | "Monkey See Monkey Do" / "Shake Shake" | Princesinha | Finalista |